# Селимпаша
Селимпаша (на турски: Selimpaşa; на гръцки: Επιβάτες, Епиватес), някогашният Епиват, е град в европейската част на Турция в Източна Тракия. Разположен е на брега на Мраморно море на 13 км изтчоно от град Силиврия и около 50 км северозападно от Истанбул.
Градът е ценър на едноименна община в рамките на околия Силиврия на вилает Истанбул.

## Население
Подобно на множеството други селища в околностите на Истанбул селището практически представлява предградие на мегаполиса, а тази му близост е ключов фактор за бързото му развитие.
| Население по години | Население по години |
| ------------------- | ------------------- |
| 2000                | 9151                |
| 1997                | 9703                |
| 1990                | 8401                |
| 1985                | 4662                |
| 1980                | 4954                |
| 1975                | 2646                |
| 1970                | 2295                |

## Личности
- Света Петка Българска – християнска светица